# Rozróg
Rozróg – grupa lub masyw, w obrębie którego grzbiety rozchodzą się z najwyższego wzniesienia (punktu zwornikowego) w różnych kierunkach. Jeden z najbardziej typowych przykładów rozrogu stanowią Gorce.